# Centre relais d'accessibilité au téléphone
Un centre relais d'accessibilité au téléphone est une plateforme offrant des services de traduction ou transcription en direct pour permettre aux personnes malentendantes, sourdes, sourdaveugles, ou encore aphasiques de mener une conversation téléphonique.

## Fonctionnement du service
Ces services consistent à donner aux personnes sourdes l'accès au téléphone grâce à la transcription écrite ou via un interprète en langue des signes. La personne sourde ou malentendante communique de vive voix, par écrit, ou en langue des signes à travers une interface adaptée (PC ou mobile). Une plateforme, proposé par des sociétés d'accessibilité téléphonique, permet de relayer la conversation auprès de son interlocuteur entendant, en adaptant la conversation par transcription ou par interprétation.
Les différentes modes de communication possibles sont généralement la transcription du français oral vers l'écrit (et inversement), ainsi que l'interprétation de la langue de signes vers le français oral (et inversement). D'autres modes de communication adaptés permettent de communiquer en langue française parlée complétée. Certains dispositifs permettent de rendre accessible le texte en braille pour les personnes sourdaveugles. 
Exemple de cas d'usage : une personne malentendante, capable de s'exprimer en français, utilise l'interface pour composer un numéro de téléphone et parler directement à son correspondant et reçoit la réponse en texte. Un professionnel de l'écrit (vélotypiste, sténotypiste, ou dactylo) effectue la transcription de la voix du correspondant vers le texte reçu. De plus en plus de systèmes utilisent la reconnaissance automatique de la parole, avec ou sans intermédiaire (répétiteurs ou correcteurs). 

## Étude de l'ARCEP
En 2011, l'ARCEP a publié une étude sur les besoins d'accessibilité des personnes sourdes en matière de téléphone.

## Le cas des États-Unis
Le gouvernement américain a légiféré en 1990 pour améliorer l'inclusion des personnes sourdes et malentendantes et proposé le Telecommunications Services for Hearing-Impaired and Speech Impaired Individuals, and the Americans with Disabilities Act of 1990 dont le principe est de prélever une taxe sur toutes les factures de téléphones des États-Unis afin de financer des services de centre relais. Le service d'accessibilité téléphonique y est gratuit et illimité pour les citoyens. Le service est fourni par plusieurs prestataires proposant différents modes de communication adaptés, et qui sont certifiés, controlés et financés par le régulateur. 

## Sociétés proposant des services d'accessibilité téléphonique en France
Plusieurs sociétés proposent des services d'accessibilité téléphonique en France, à titre privé pour des entreprises et des administrations, soit pour favoriser l'insertion professionnelle soit pour rendre accessible un standard téléphonique d'information ou de service client. En 2020 cinq sociétés sont recensés : Sourdline, Deafi, Delta Process, Elioz, et Rogervoice. Ces sociétés ont vu le jour après la loi du 11 février 2005 pour l'égalité des chances. L'article 105 de la loi pour une République numérique du 7 octobre 2016, et son decret d'application du 9 mai 2017, ont profondement modifié le champ d'application de l'accessibilité téléphonique. En 2022 un rapport préconise des améliorations en vue de simplifier le parcours d'accessibilité téléphonique pour les utilisateurs, notamment en recentrant le besoin autour des utilisateurs finaux, leur permettant de choisir le prestataire de leur choix (et ne pas se voir imposer un prestataire retenu par un centre d'appel ou un opérateur). 
Depuis 8 octobre 2018, les opérateurs membres de la Fédération française des télécoms ont lancé le premier service de télécommunications interpersonnelles destiné aux personnes sourdes, malentendantes, sourdaveugles et aphasiques, ces derniers peuvent maintenant téléphoner en toute autonomie grâce à l'application Rogervoice.